# Brzeziny (Olsztyn)

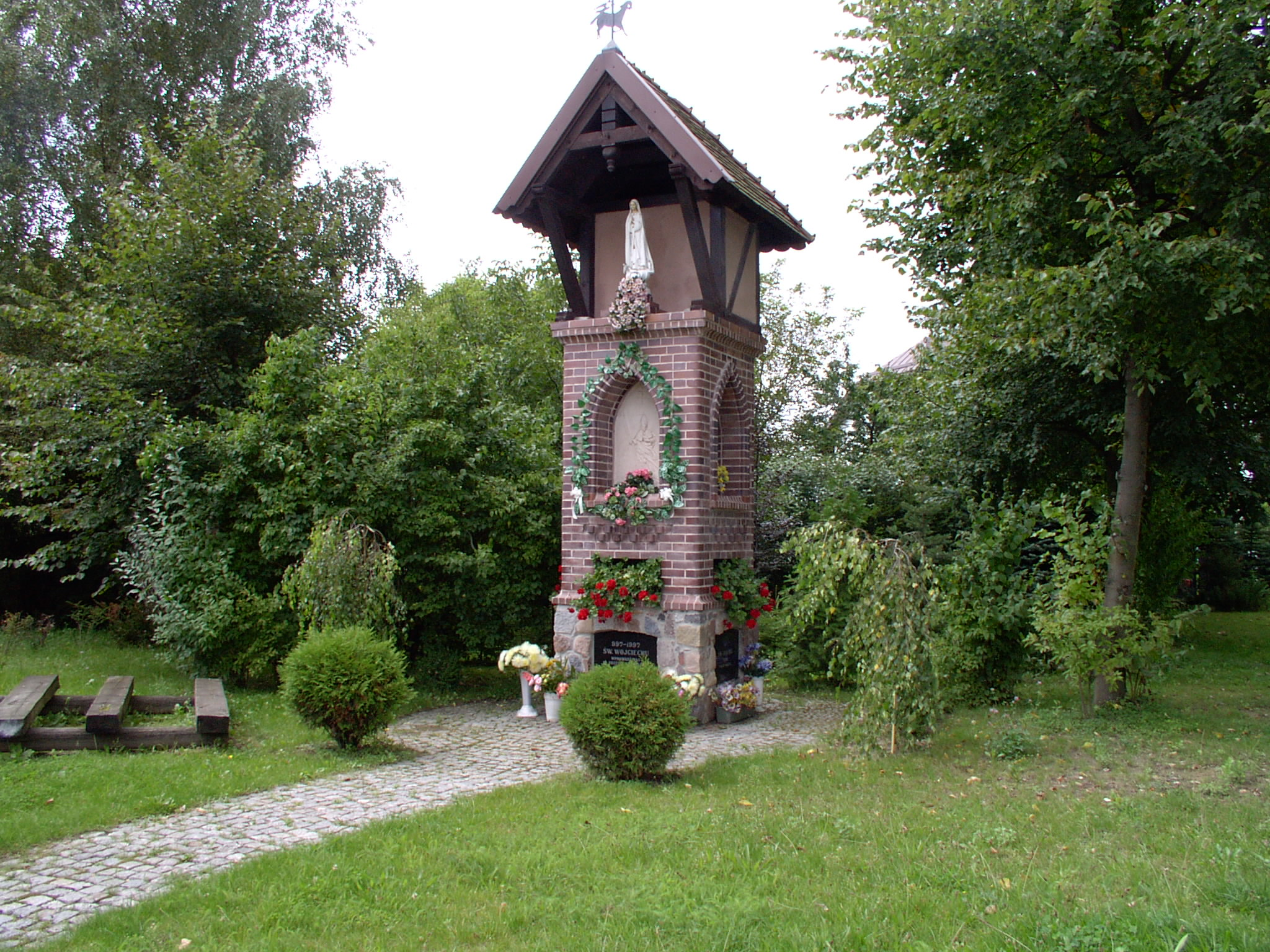
Kapliczka

Brzeziny – osiedle Olsztyna, położona w dolinie Łyny, w południowej części miasta.
Od 2004 roku osiedlu Brzeziny podlegają administracyjnie Pozorty, na których znajduje się park z XVIII wieku z licznymi pomnikami przyrody.
Na osiedlu dominuje niska zabudowa mieszkaniowa wolnostojąca.

## Granice osiedla
- od północy: od rzeki Łyny północnym skrajem al. Obrońców Tobruku w kierunku wschodnim do skrzyżowania z al. gen. W. Sikorskiego i graniczy z południową stroną osiedla Kościuszki.
- od wschodu: w kierunku południowym, zachodnim skrajem al. gen. W. Sikorskiego biegnie do granicy ogrodów działkowych, tu przecina al. gen. W. Sikorskiego i dalej w kierunku południowym, wschodnim skrajem tejże alei biegnie do skrzyżowania z projektowaną trasą NDP i graniczy z południowym skrajem osiedla Kościuszki, z zachodnim skrajem osiedla Jaroty i z zachodnim skrajem osiedla Nagórki.
- od południa: w kierunku południowo-zachodnim projektowaną trasą NDP (Nauka-Dom-Praca) do rzeki Łyny poniżej ul. A. Szostkiewicza i przecina rzekę Łynę, graniczy z północnym skrajem osiedla Generałów.
- od zachodu: zachodnim brzegiem rzeki Łyny w kierunku północnym do skrzyżowania z ul. J. Tuwima, tu przecina rzekę Łynę i dalej w kierunku północnym, wschodnim brzegiem rzeki Łyny do skrzyżowania z al. Obrońców Tobruku do punktu wyjścia, graniczy ze wschodnim skrajem osiedli Kortowo i Podgrodzie.

## Komunikacja

### Ulice
Do głównych dróg osiedla należą ulice: Wawrzyczka i Kalinowskiego. 1 lipca 2006 została oddana do użytku nowa ul. Tuwima, ułatwiająca mieszkańcom Olsztyna przemieszczanie się z osiedli Jaroty i Nagórki do Kortowa oraz w kierunku Warszawy. Jest to również część śródmiejskiej obwodnicy. Droga ta stwarza również mieszkańcom Brzezin nową możliwość dotarcia do centrum Olsztyna. Większość małych uliczek tworzących szereg międzyosiedlowych dróg kończy swój bieg przy skrzyżowaniach z ul. Wawrzyczka.

### Komunikacja miejska
Na terenie osiedla znajduje się jedna pętla autobusowa. Przez teren osiedla przebiegają trasy sześciu linii dziennych: 103, 128, 130, 303, 305, 307 i nocna N01. Niedaleko przebiegają także trasy linii 111, 121, 127, 131, 136 i 205. Pierwszy autobus MPK pojawił się na Brzezinach w latach 80. Był to pojazd linii numer 22, jeżdżący wówczas do Dworca PKP, a następnie w pobliże Dworca PKS.